# Věra Jourová
Věra Jourová (Tsjechische uitspraak: [ˈvjɛra 'jou̯rɔvaː]) (Třebíč, 18 augustus 1964) is een Tsjechische politica, zakenvrouw en advocate. Tussen januari en oktober 2014 was Jourová minister van Regionale Ontwikkeling in het kabinet van Bohuslav Sobotka. Tussen 1 november 2014 en 30 november 2019 was zij Europees commissaris voor Justitie, Consumentenrechten en Gendergelijkheid in de commissie van Jean-Claude Juncker. Sinds 1 december 2019 is Jourová Europees Commissaris voor Waarden en Transparantie en tevens vicevoorzitter in de commissie van Ursula von der Leyen. Zij is lid van de partij ANO 2011.
Jourová werkte tussen 2001 en 2006 als vertegenwoordiger bij het Regionale Fonds van de Europese Unie. Tussen 2006 en 2013 was ze mede-eigenaar van Primavera Consulting, een bedrijf dat diensten aanbood in het gebied van Europese regionale fondsen.
Als Europees commissaris voor o.a. Consumentenrechten is de bescherming van de privacy van consumenten tegen de dominantie van datagrootmachten als Google, Facebook en anderen een van haar belangrijkste prioriteiten..
Josep Borrell · 
Thierry Breton (tot 16 september 2024) · 
Helena Dalli · 
Valdis Dombrovskis · 
Elisa Ferreira · 
Marija Gabriel (tot 15 mei 2023) · 
Paolo Gentiloni ·  
Johannes Hahn · 
Iliana Ivanova (vanaf 19 september 2023) · 
Ylva Johansson · 
Věra Jourová · 
Wopke Hoekstra (vanaf 5 oktober 2023) · 
Phil Hogan (tot 26 augustus 2020) · 
Stella Kyriakidou · 
Janez Lenarčič · 
Ursula von der Leyen · 
Mairead McGuinness (vanaf 12 oktober 2020) · 
Didier Reynders · 
Margarítis Schinás · 
Nicolas Schmit · 
Maroš Šefčovič · 
Kadri Simson · 
Virginijus Sinkevičius · 
Dubravka Šuica · 
Frans Timmermans (tot 22 augustus 2023) ·   
Jutta Urpilainen · 
Adina-Ioana Vălean · 
Olivér Várhelyi · 
Margrethe Vestager · 
Janusz Wojciechowski
Vytenis Andriukaitis · Andrus Ansip (tot 2 juli 2019) · Dimitris Avramopoulos · Elżbieta Bieńkowska · Violeta Bulc · Miguel Arias Cañete  · Corina Crețu (tot 2 juli 2019) · Valdis Dombrovskis  · Marija Gabriel (vanaf 4 juli 2017) · Kristalina Georgieva (tot 1 januari 2017) · Johannes Hahn · Jonathan Hill (tot 15 juli 2016) · Phil Hogan  · Věra Jourová · Jean-Claude Juncker · Jyrki Katainen · Julian King (vanaf 19 september 2016) · Cecilia Malmström · Neven Mimica · Carlos Moedas · Federica Mogherini · Pierre Moscovici · Tibor Navracsics · Günther Oettinger · Maroš Šefčovič · Christos Stylianides · Marianne Thyssen · Frans Timmermans · Karmenu Vella · Margrethe Vestager
- Gemeinsame Normdatei: 1194445667
- International Standard Name Identifier: 0000 0004 2021 9958
- Library of Congress Control Number: n2014035358
- Nationale Bibliotheek van Tsjechië: xx0178295
- Nederlandse Thesaurus van Auteursnamen: 419925562
- Parlement.com: vjmx9ghl0uy9
- Système universitaire de documentation: 244863083
- Virtual International Authority File: 305386756
- WorldCat: E39PBJqbkwjbHJ6Q6qkbWCxdQq